# Kanton Cavaillon
Kanton Cavaillon (fr. Canton de Cavaillon) je francouzský kanton v departementu Vaucluse v regionu Provence-Alpes-Côte d'Azur. Tvoří ho šest obcí.

## Obce kantonu
- Caumont-sur-Durance
- Cavaillon
- Cheval-Blanc
- Robion
- Taillades
- Maubec